# Pilea boiviniana
Pilea boiviniana är en nässelväxtart som beskrevs av Hugh Algernon Weddell. Pilea boiviniana ingår i släktet pileor, och familjen nässelväxter. Utöver nominatformen finns också underarten P. b. borealis.